# Italia Village
Italia Village è un film commedia del 1994 diretto da Giancarlo Planta.

## Trama
Tre coppie decidono di acquistare la propria casa in un futuro progetto abitativo immerso nel verde. 
Daniela e Michele sono la prima coppia; lei lavora in una palestra, dove subisce il fascino di un sacerdote che frequenta i corsi, lui è titolare di un'agenzia matrimoniale. Paola, proprietaria di una pellicceria, vive con Italo, di professione consulente. Giulia è una gelataia, Leonardo un attore che presta la sua voce per audio libri dedicati ai non vedenti, che vivono in precarie condizioni economiche e sotto sfratto dell'attuale abitazione.
Italo, personaggio ambiguo, cerca di affascinare Daniela, mentre i rispettivi coniugi intraprendono una relazione passionale.